# Loudéac
Loudéac é uma comuna francesa na região administrativa da Bretanha, no departamento Côtes-d'Armor. Estende-se por uma área de 80,49 km². Em 2010 a comuna tinha 9 985 habitantes (densidade: 124,1 hab./km²).